# Marcelo Jover
Marcelo Jover Navarro Rosember (Sidi Bel Abbes, 12 de enero de 1912 - Ciudad de México, 7 de noviembre de 1945) fue un periodista y escritor español de origen sefardí, exiliado republicano en México.

## Biografía
Jover Navarro nació en una familia de judíos sefardíes de Orán, entonces parte de la Argelia francesa, y estudió tanto primaria y como secundaria en un instituto de Sidi bel Abbes. 
En el año 1930, su familia y él se asentaron en Valencia para trabajar como comerciantes pero Marcelo comenzó a trabajar en la imprenta del periódico El Mercantil Valenciano, donde fue desarrollando su vocación periodista. Jover empezó a adquirir cierta fama con la llegada de la República, gracias a sus artículos para el El Mercantil Valenciano, El Pueblo o El luchador de Alicante. En esos años se afilió tanto al Sindicato Profesional de Periodistas como al PSOE y a la UGT.
Al producirse el golpe de Estado de julio de 1936 se incorporó a la Alianza de Intelectuales para la Defensa de la Cultura en Valencia. En los primeros meses de la guerra civil española, ejerció el cargo de director del periódico Verdad (diario político editado por el PSOE y el PCE en Valencia), también colaborando en Adelante, (órgano del PSOE en Valencia) y en el diario nacional del PSOE, El Socialista. A partir de 1937 fue redactor diplomático en el Ministerio de Propaganda, posteriormente elevado a Subsecretaría de Estado. En ese periodo también colaboró con el Servicio de Información Militar hasta que al final de la guerra terminó exiliado en Bayona. En 1938 se integró en la masonería en la logia Fénix de Barcelona, y contrajo matrimonio con Victoria Lorenzo (con quien tuvo a su hija Colette, a quién nunca conoció por estar en el exilio).
Desde Francia, previo un paso por su Orán natal (donde colaboró en el periódico Oran Républicain en 1939) Jover llegó a la capital nicaragüense, Managua, donde fue director del periódico Novedades. En este periodo tuvo enfrentamientos con la propiedad del diario, la familia Somoza, que defendían el franquismo. Tras perder su empleo, comenzó a trabajar como corresponsal en Nicaragua y Centroamérica para el periódico gubernamental mexicano El Nacional. En 1943 se asentó de manera definitiva en México, donde escribió para los periódicos Excelsior y El Nacional, Levante (órgano de la Casa Regional Valenciana de México), Quaders de l’Exili,y Mediterrani, y dirigiendo Francia Libre (publicación de la resistencia francesa en México). En 1943 asistió al Segundo Congreso Panamericano de Prensa celebrado en La Habana y en 1945 formó parte de la delegación de Nicaragua en la Conferencia de San Francisco.
Marcelo Jover falleció el 7 de noviembre de 1945 en México.

## Obra
Jover fue un escritor prolífico, con las siguientes como algunas de sus obras más destacadas:
- De Pearl Harbour a Roma: cronómetro de la guerra (1944).
- León Blum ante el tribunal de Vichy: las causas políticas de la derrota de Francia a través del sensacional proceso de Riom (1944).
- Francia en la Conferencia de San Francisco (1945).

La UNAM le galardonó con el título "Huésped de Honor".